# Koeru
Koeru (em estoniano:  Koeru vald) é um município rural estoniano localizado na região de Järvamaa.